# ОК (телеканал)
ОК — колишній одеський приватний супутниково-кабельний телеканал. Мовлення відбувалося через супутник «Sirius 4» (Astra 4A) і кабельні мережі.

## Про телеканал
Заснований у лютому 2007 року, належав Борису Музальову, власнику мережі супермаркетів «Таврія В».
Цільова авдиторія — чоловіки середнього віку. 
У грудні 2012 року працівники заявили, що без попередження їм повідомили рішення власника про закриття телеканалу.
Припинив мовлення 31 грудня 2012 року. Борис Музальов обґрунтував це низьким рівнем роботи журналістів, які не змогли створити якісний інформаційний продукт попри «створені умови, гроші й техніку».

## Програми
Деякі програми виходили російською, деякі — українською мовою:
- «Политика для блондинок»
- «Киноподробности»
- «Європейський простір»
- «Резиденти»
- «Не перший погляд»
- «Екіпаж»
- «Перший тест»
- «Морское обозрение»
- «Успешные люди»[4].

У гумористично-інформаційній програмі «ЧОГО-радио» з'являлися жарти про президента Віктора Януковича, прем'єра Миколу Азарова та Сергія Тігіпка.